# Режим сцепления блоков шифротекста
Режим сцепления блоков шифротекста (англ. Cipher Block Chaining, CBC) — один из режимов шифрования для симметричного блочного шифра с использованием механизма обратной связи. Каждый блок открытого текста (кроме первого) побитово складывается по модулю 2 (операция XOR) с предыдущим результатом шифрования.
Шифрование может быть описано следующим образом:
{\displaystyle C_{0}=IV}
{\displaystyle C_{i}=E_{k}\left(P_{i}\oplus C_{i-1}\right)}
где {\displaystyle i} — номера блоков, {\displaystyle IV} — вектор инициализации (синхропосылка), {\displaystyle C_{i}} и {\displaystyle P_{i}} — блоки зашифрованного и открытого текстов соответственно, а {\displaystyle E_{k}} — функция блочного шифрования. Расшифровка:
{\displaystyle P_{i}=C_{i-1}\oplus D_{k}\left(C_{i}\right)}
Особенности:

Шифрование в режиме CBC

Расшифрование в режиме CBC

- Наличие механизма распространения ошибки: если при передаче произойдёт изменение одного бита шифротекста, данная ошибка распространится и на следующий блок. Однако на последующие блоки (через один) ошибка не распространится, поэтому режим CBC также называют самовосстанавливающимся[1].
- Неустойчив к ошибкам, связанным с потерей или вставкой битов, если не используется дополнительный механизм выравнивания блоков.
- Злоумышленник имеет возможность добавить блоки к концу зашифрованного сообщения, дополняя тем самым открытый текст (однако без ключа получается мусор. А с использованием Hash функции для подтверждения целостности сообщения, сводит этот тип атаки на нет.)
- Для очень крупных сообщений (32 Гбайта при длине блока 64 бита) всё-таки возможно применение атак, основанных на структурных особенностях открытого текста (следствие парадокса дней рождения).
- Требует дополнения сообщений до длины кратной длине блока.
- Уязвим для атаки оракула дополнений (англ: Padding Oracle). В случае, если атакующий может отправлять зашифрованные сообщения на расшифрование неограниченное количество раз, он может, изменяя определенные байты, угадать корректное дополнение. Это приводит к возможности расшифровать сообщение за исключением первого блока, создать корректное произвольное зашифрованное сообщение за исключением первого блока без знания ключа.